# Jour de la République (RDA)
Le jour de la République, aussi appelé fête nationale de la République démocratique allemande, était la fête nationale de la RDA et a été célébré du 7 octobre 1950 au 7 octobre 1989.

## Histoire
La journée commémore le 7 octobre 1949, jour de la 1re constitution de la République démocratique allemande, proclamée en zone d'occupation soviétique à peu près six mois après la fondation de la Allemagne de l'Ouest avec l'adoption de la Loi fondamentale le 23 mai 1949.
Le jour de la République, les prix nationaux de la RDA sont décernés à des artistes, scientifiques, techniciens et militants méritants.
Les festivités comprennent un défilé militaire de la Nationale Volksarmee devant la direction du SED et du gouvernement à Berlin, les manifestations des groupes de combat de la classe ouvrière, de la FDJ et des travailleurs dans tous les chefs-lieux de district et d'arrondissements. Le défilé militaire a lieu sur la Karl-Marx-Allee à Berlin-Est entre l'Alexanderplatz et la Strausberger Platz. Cette présence militaire enfreignant le statut quadripartite, les défilés militaires donnent régulièrement lieu à des protestations des puissances occidentales.

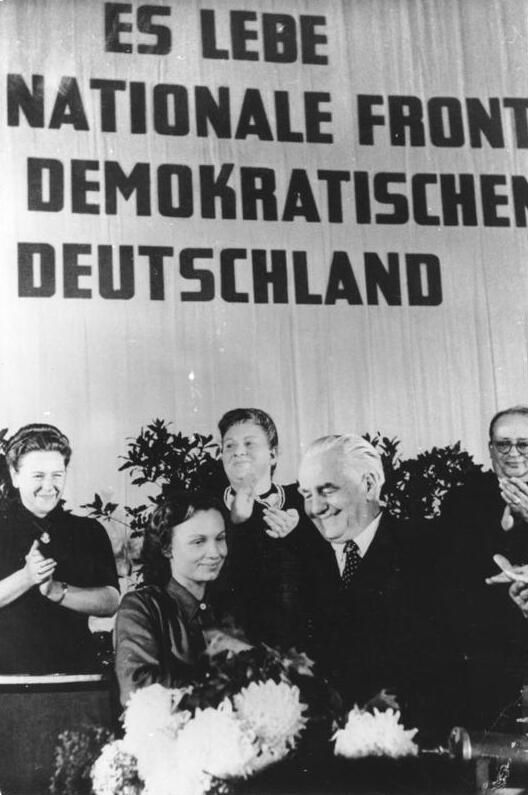
Fondation de la RDA le 7 octobre 1949 à Berlin.
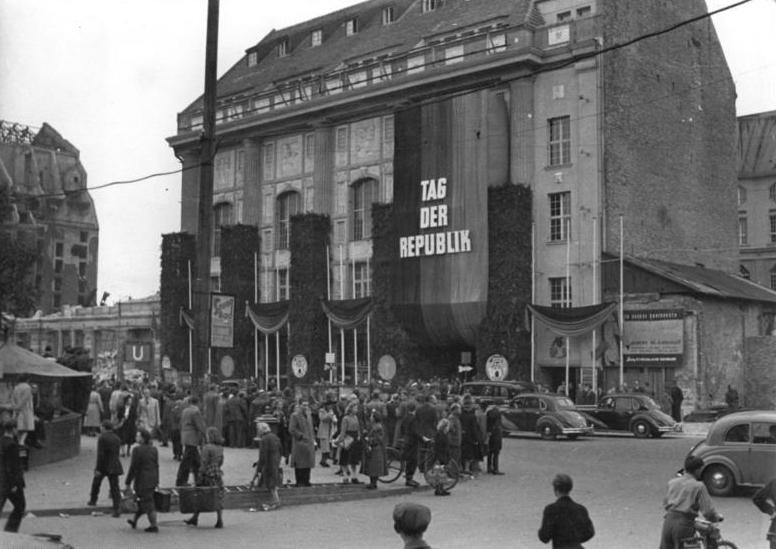
L'Admiralspalast de Berlin, décoré pour la Fête de la République en 1950.
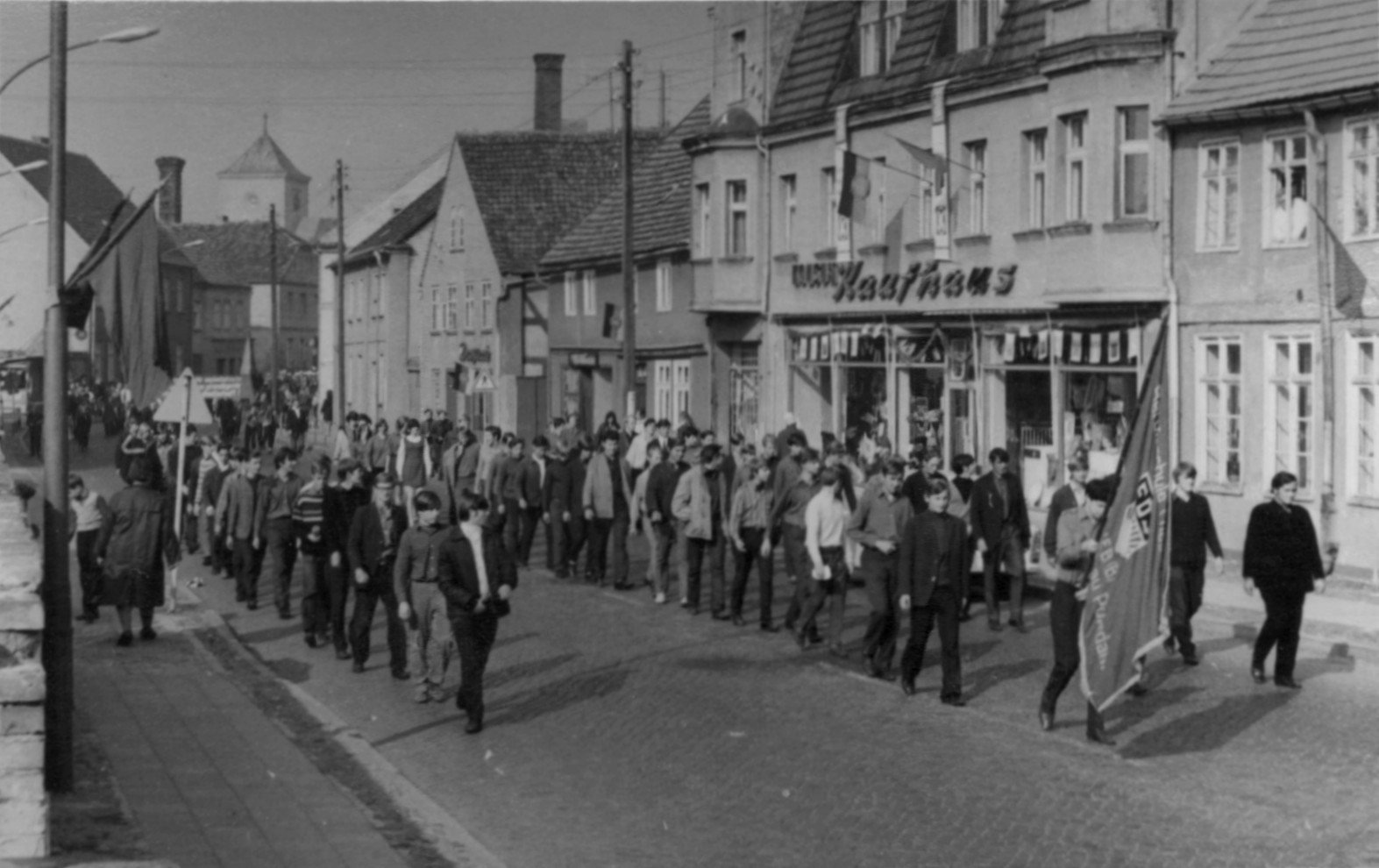
Festivités de la FDJ le jour de la République à Friesack, 1969.
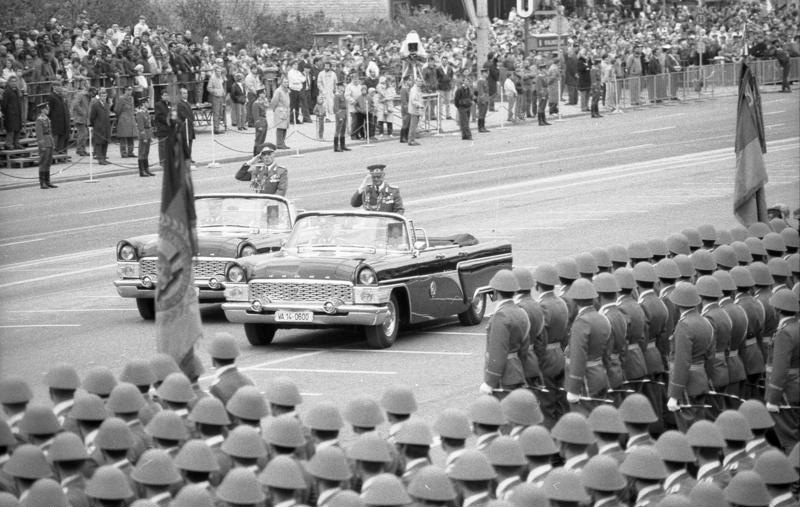
Les généraux Horst Stechbarth (à gauche) et Heinz Keßler (à droite), juchés sur de luxueuses limousines GAZ Tchaïka, participent au défilé de l'Armée nationale populaire lors du 39e anniversaire de la RDA en 1988.

Le dernier défilé militaire a lieu en 1989, avec également un défilé de la flotte de la Marine. À l'occasion du jour de la République, des timbres postaux commémoratifs sont émis tous les cinq ans.

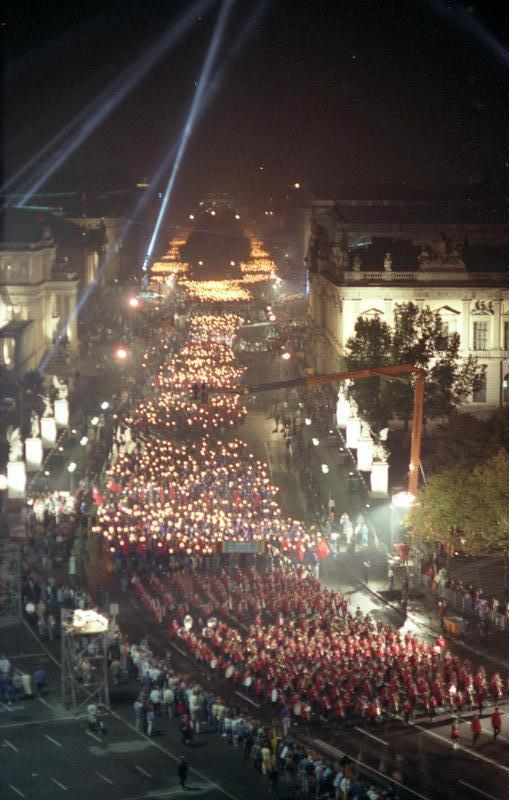
Dernier défilé au flambeau de la FDJ à Berlin, le 7 octobre 1989.

A partir des années 1970, la journée devient un jour férié comportant moins de manifestations mais présentant plus le caractère d'une fête populaire.
le 7 octobre 1977, un concert de rock du groupe Express (de) a lieu sur l'Alexanderplatz. Lors du concert, neuf jeunes tombent dans un puits de ventilation de la tour de télévision de Berlin. Les secouristes qui interviennent sont gênés par d'autres spectateurs. De violents affrontements ont alors lieu sur la place entre des jeunes et la police populaire, causant 83 blessés. Lors des troubles, de nombreux jeunes crient : « À bas la RDA ! », « À bas le Mur », « Honecker dégage - Biermann reviens », « Quelle est la plus grande honte de l'Allemagne - le gang Honecker » ou « Give Peace a Chance ». La police arrête 313 spectateurs, puis, « au cours d'enquêtes ultérieures », 155 autres personnes sont arrêtées jusqu'en novembre 1977, 64 d'entre elles sont condamnées à des peines de prison pouvant aller jusqu'à trois ans. La plupart des jeunes arrêtés sont inculpés en vertu de l'article 215 du Code criminel pour hooliganisme (§ 215 StGB). Ces événements du 7 octobre 1977 sur l'Alexanderplatz sont la plus grande manifestation spontanée de jeunes en RDA, avec des milliers de participants, et dirigée contre la dictature du SED.
Lors du dernier défilé militaire le 7 octobre 1989, Mikhaïl Gorbatchev déclare, en référence à la direction du SED peu encline aux réformes : « Je pense que les dangers n'attendent que ceux qui ne réagissent pas à la vie ». Le jour même, la police populaire et les forces d'intervention de la Stasi tabassent des manifestants spontanés mais pacifiques. Une commission d'enquête réclamée par des opposants, des manifestants et des intellectuels commence ses travaux le 3 novembre 1989 et contribue alors à délégitimer la dictature de la RDA.

## Insignes
Entre 1954 et 1989, un insigne distinct est délivré pour chaque année et porté par les participants aux célébrations officielles. Ils sont pour la plupart en plastique, ou en métal certaines années.

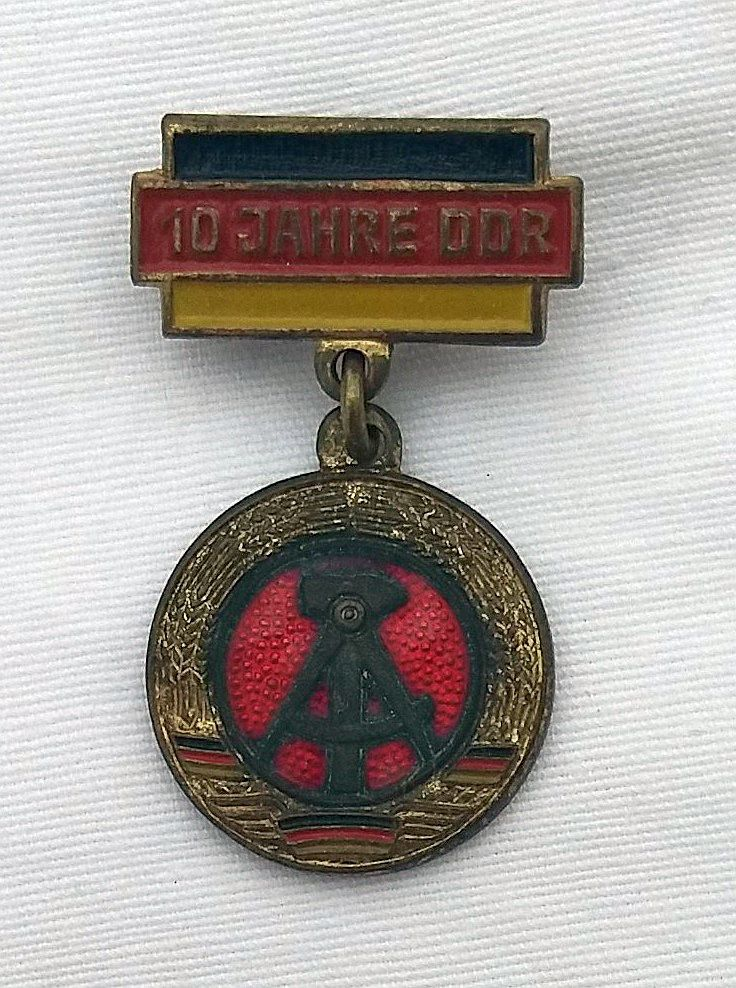
Insigne pour le 10e anniversaire de la RDA
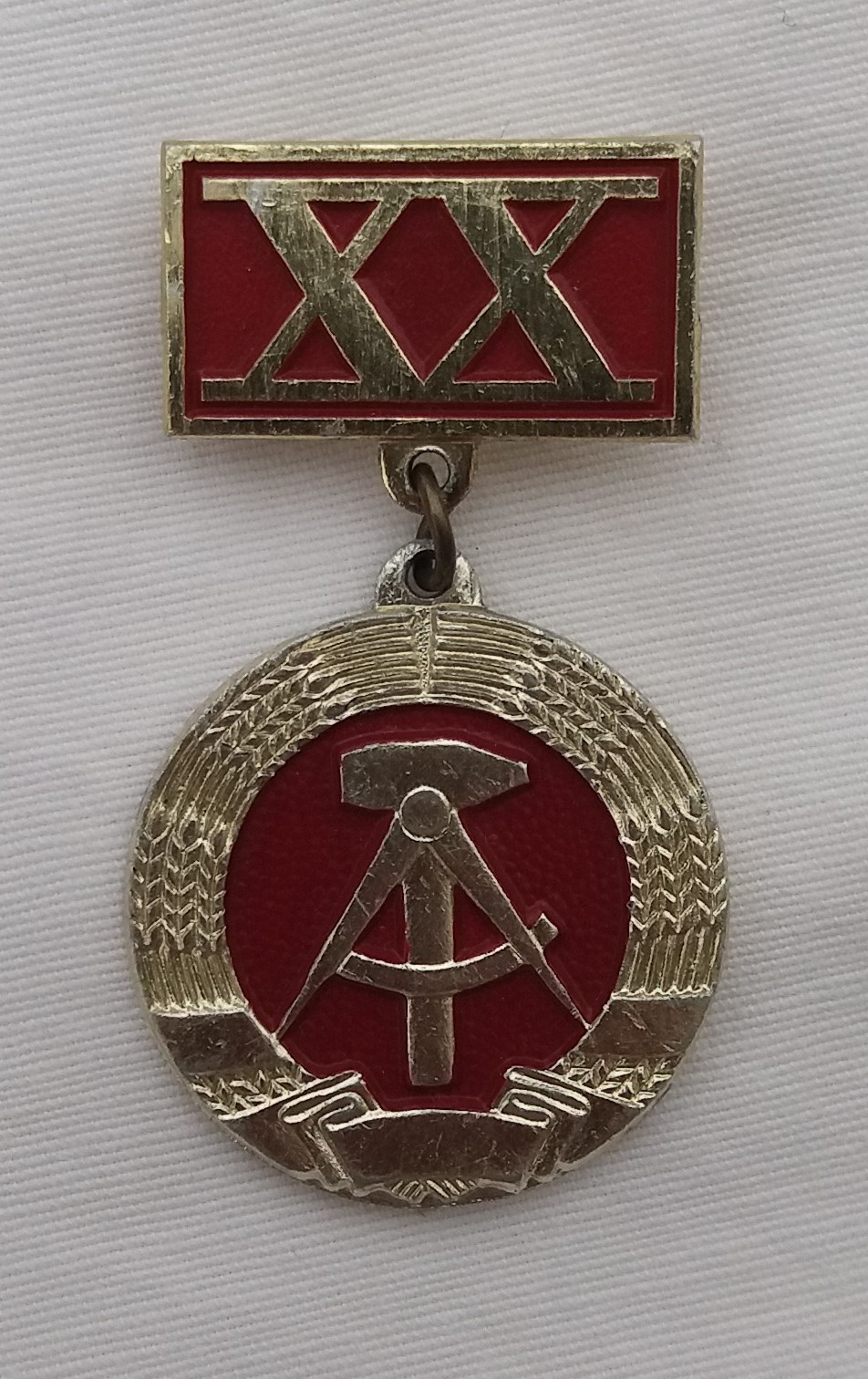
Insigne pour le 20e anniversaire de la RDA
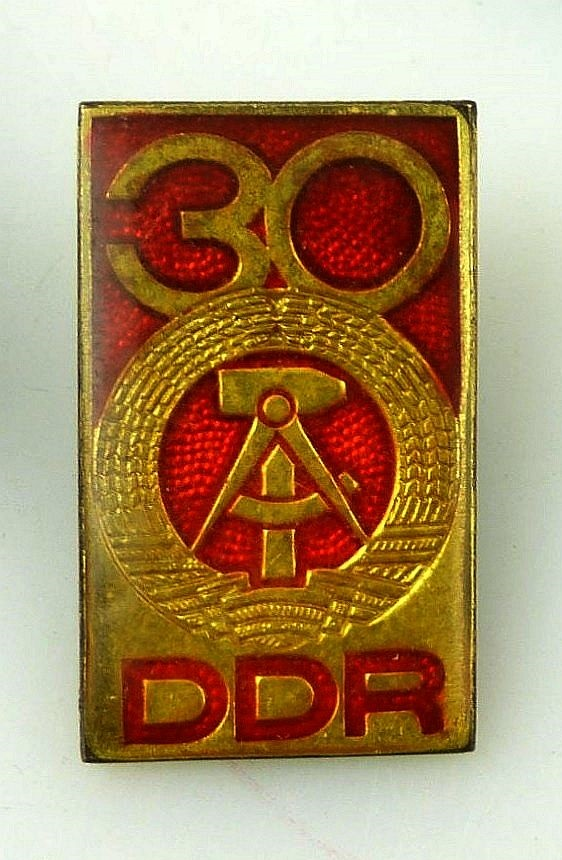
Insigne pour le 30e anniversaire de la RDA
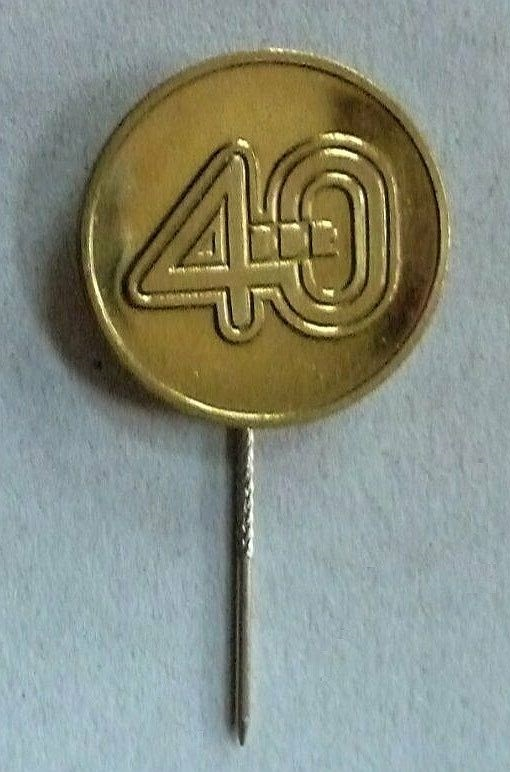
Insigne pour le 40e anniversaire de la RDA